# Joshua Brillante
Joshua Brillante, né le 25 mars 1993 à Bundaberg, est un footballeur international australien qui joue au poste de milieu offensif au Western Sydney Wanderers. Il possède la double nationalité italienne grâce à ses origines familiales.
Il évolue au poste d'arrière latéral.

## Carrière

### En club
Joshua Brillante commence sa carrière en Australie avec les clubs de Gold Coast United et de Newcastle United Jets. 
En 2014, il quitte son pays natal et rejoint l'Italie, en s'engageant avec l'équipe de l'ACF Fiorentina, club de Serie A. En manque de temps de jeu, il est prêté à Empoli en Serie A, puis au Calcio Côme en Serie B. Il dispute 21 matchs en Serie B mais seulement 3 en Serie A.
Il retourne en Australie en 2016, signant avec l'équipe du Sydney FC. 

### En équipe nationale
Il est sélectionné avec les moins de 20 ans, les moins de 23 ans, et enfin avec les A. 
Il participe au championnat d'Asie des moins de 19 ans en 2012, où l'Australie atteint les demi-finales de la compétition, en étant battue par l'Irak. Il dispute ensuite la Coupe du monde des moins de 20 ans 2013 organisée en Turquie. Lors du mondial junior, il joue trois matchs, inscrivant un but contre le Salvador.
En 2016, il participe au championnat d'Asie des moins de 23 ans qui se déroule au Qatar. Ce tournoi sert de qualification pour les Jeux olympiques organisés au Brésil.
Il reçoit sa première sélection en équipe d'Australie le 23 juillet 2013, contre la Chine, lors d'un match rentrant dans le cadre de la Coupe d'Asie de l'Est (défaite 3-4).